# 公立大學
公立大學（英語：public university）多是指由政府成立，以公費營運的大學。值得一提的是，有部份的公立大學是由被政府接收的私立大學重組而成；亦有公立大學雖由政府成立，但其營運收入主要來自私營部門，籌資模式亦已改為市場主導。

## 各地的公立大學

### 中国大陆
中国大陸的大学以公立大学为主，由国家财政负担其费用支出。公立大学（除军校外）的主管单位一般是教育部和省级教育行政机构，一些学校的主管单位为国家部委或者主管某事务的委员会，譬如哈尔滨工业大学的主管单位为工业和信息化部。由部委主管的大学一般为重点建设高校。
一些目前属于省级教育行政机构管理的大学过去曾经由部委管理，但在20世纪90年代末的改革中被划归省级教育行政机构主管，例如西南政法大学与燕山大学。这些大学中一部分属于省部共建高校，即由省级教育行政机构主管，某一部委参与管理。
历史上，民国时期许多优秀私立大学在中共建政后被改造为公立大学，例如原燕京大学在1949年被接管后，分拆合并给了多个公立院校。基于同样历史原因，中国大陆的高等教育目前依然以公立大学为主，中国大陆的私立大学普遍收费昂贵，且教学质量较低、社会认可度不高。过去曾出现过挂名公立大学的民办独立学院，但根据中华人民共和国教育部《关于加快推进独立学院转设工作的实施方案》规定，剩余独立学院都需要转型为普通的私立大学。

### 香港
香港最早成立的公立大學是香港大學。在二戰後的高速發展時期，多所本地公立高等教育機構相繼成立（首先為1963年成立的香港中文大學，然後為1991至1997年間成立及升格的多間院校）。

### 臺灣
臺灣在1949年中華民國政府遷台後，擁有國立、省立、直轄市立等3種公立大學，隸屬機關的行政級別，代表該校的主要資金來源。臺灣省原來有數所包括省立大學（興大、成大）在內的省立高等院校，但後來均改為國立。現今臺灣非屬國立的公立大學僅有臺北市立大學、高雄市立空中大學等2所直轄市立大學。

### 澳洲
澳洲的高等教育體系是以公立大學為主。澳洲有一所國立大學，是由澳洲聯邦政府立法成立的澳洲國立大學（Australian National University），其餘三十多所公立大學皆由各地州政府立法設立；少數一至兩所為私立大學。然而，臺灣媒體經常分辨不清國立大學與公立大學的區隔，導致錯誤翻譯情況發生，例如誤將公立的雪梨大學（University of Sydney）錯翻為「國立」雪梨大學。

### 日本
在日本所謂公立大學是地方公共團體（都道府縣，市區町村）直接設置的大學和公立大學法人設置的大學。公立大學法人是1個或複數的地方公共團體設立的團體。《學校教育法》的基本精神，地方政府必須負擔公立學校的辦學經費。但是，各地區經濟發展參差不齊，經濟發展水準上的差異，必然導致各地公立學校規模和質量上的差別，從而產生教育機會和教育條件的不平等。為了縮小這種差別和不平等，日本政府制定了國家經費補助制度，對補助的對象、數額都作了具體規定。除對義務教育階段的教育經費，國家一般負擔1/2之外，還規定對包括公立高中等公立學校，在修復因異常災害而損毀的建築物、土地、設備等所需經費的2/3，由國庫負擔。對振興產業教育所需的經費，文部科學省也專門訂有國庫補助的對象和補助的標準。同時在地方交付稅金制度上，有關法律也作了明確規定，必須確保縣市的所得稅、企業稅、酒稅的32%作為「地方撥付稅」，由地方支配，其中的相當部分，則用於作為公立學校的辦學經費。